# Apple M2
Az Apple M2 ARM-alapú egylapkás rendszerek (SoC) sorozata, amit az Apple tervezett központi egység (CPU) és grafikai processzor (GPU) szerepében történő alkalmazásra, saját gyártmányú Mac asztali gépeiben, notebookjaiban és az iPad Pro táblagépekben.
Ez az ARM architektúra második, az M1-et követő generációja, amellyel az Apple Mac számítógépeinek és egyéb eszközeinek processzorait váltják fel az Intel Core-ról való áttérés után.
Az Apple 2022. június 6-án, a WWDC rendezvényen jelentette be az M2-t, és ezzel együtt az M2-vel szerelt MacBook Air és 13 inches MacBook Pro modelljeit.
Az M2 a TSMC N5P „Továbbfejlesztett 5 nanométeres technológia” folyamatával készül, és 20 milliárd tranzisztort tartalmaz, ami 25%-os növekedést jelent az M1-hez képest. Az Apple állítása szerint a CPU teljesítménye akár 18%-kal és GPU teljesítménye pedig 35%-kal javulhat az M1-hez képest.
Az M2-t 2023 januárjában a professzionális felhasználást célzó M2 Pro és M2 Max csipek követték. Az M2 Max az M2 Pro nagyobb teljesítményű változata, több GPU maggal és nagyobb memória-sávszélességgel, emellett nagyobb lapkamérettel.
Az Apple 2023 júniusában mutatta be az M2 Ultra csipet, ami két M2 Max egységet tartalmaz.

## Tervezés

### CPU
Az M2  négy nagy teljesítményű „Avalanche” és négy energiatakarékos „Blizzard” maggal rendelkezik, amelyek először az A15 Bionic processzorokban jelentek meg, és amelyek az ARM DynamIQ-hoz, illetve az Intel Alder Lake és Raptor Lake processzorokhoz hasonló hibrid konfigurációt biztosítanak. A nagy teljesítményű magok 192 KiB L1 utasítás-gyorsítótárral és 128 KiB L1 adat-gyorsítótárral rendelkeznek és megosztva használnak 16 MiB L2 gyorsítótárat; az energiatakarékos magok 128 KiB L1 utasítás-gyorsítótárral, 64 KiB L1 adat-gyorsítótárral és egy osztott 4 MiB L2 gyorsítótárral rendelkeznek. Emellett egy 8 MiB rendszerszintű gyorsítótárral is rendelkezik, amelyet a GPU oszt meg. Az M2 Pro 10 vagy 12 CPU-maggal, az M2 Max pedig 12 CPU-maggal rendelkezik.

### GPU
Az M2 egy Apple által tervezett tíz magos (egyes alapszintű modellekben nyolc magos) grafikai processzort (GPU-t) tartalmaz. Minden GPU-mag 16 végrehajtó egységre van osztva, amelyek mindegyike nyolc aritmetikai-logikai egységet (ALU-t) tartalmaz. Az M2 GPU összesen 160 végrehajtó egységet vagy 1280 ALU-t tartalmaz, amelyek maximális lebegőpontos (FP32) teljesítménye 3,6 TFLOPS.
Az M2 Pro egy 19 magos (egyes alapmodellekben 16 magos) GPU-t, míg az M2 Max 38 magos (egyes alap modellekben 30 magos) GPU-t tartalmaz.
Az M2 Max GPU összesen 608 végrehajtó egységet vagy 4864 ALU-t tartalmaz, amelyek maximális lebegőpontos (FP32) teljesítménye 13,6 TFLOPS.
Az M2 Ultra 60 vagy 76 magos GPU-val rendelkezik, akár 9728 ALU-val, amelyek FP32 teljesítménye 27,2 TFLOPS.

### A memória
Az M2 6400 MT/s LPDDR5 SDRAM-ot használ 
a processzor összes komponense számára megosztott egységes memóriakonfigurációban.
Az SoC és a RAM csipek egymásra vannak szerelve egy „csomagolt rendszerű” (system-in-a-package) kialakításban. A csipen alkalmazott 128 bites memóriasín sávszélessége 100 GB/s, az M2 Pro, M2 Max és M2 Ultra pedig közelítőleg 200 GB/s, 400 GB/s, és 800 GB/s sávszélességgel bír.

### Egyéb jellemzők
Az M2 dedikált neurális hálózati hardvert tartalmaz egy 16 magos „Neural Engine” elnevezésű egységben, amely másodpercenként 15,8 trillió művelet végrehajtására képes.
A további komponensek között van egy képjelfeldolgozó processzor, egy PCIe tárolóvezérlő, egy biztonságos enklávé (Secure Enclave), és egy USB4 vezérlő, amely Thunderbolt 3 (Mac mini esetén Thunderbolt 4) támogatást is tartalmaz. Az M2 Pro és Max alapból támogatja a Thunderbolt 4-et.
Az M2 alapértelmezésben támogatja/tartalmazza a 8K H.264, 8K H.265 (8/10 bites, max. 4:4:4), 8K Apple ProRes, VP9, és JPEG kodekeket.

## Az Apple M2 sorozatot használó eszközök

### M2
- MacBook Air (13-inch, M2, 2022)
- MacBook Air (15-inch, M2, 2023)
- MacBook Pro (13-inch, M2, 2022)
- iPad Pro (11-inch, 4. generáció) (2022)
- iPad Pro (12.9-inch, 6. generáció) (2022)
- Mac Mini (2023)
- Vision Pro (2024)[4]

### M2 Pro
- MacBook Pro (14-inch és 16-inch, 2023)
- Mac Mini (2023)

### M2 Max
- MacBook Pro (14-inch és 16-inch, 2023)
- Mac Studio (2023)[10]

### M2 Ultra
- Mac Studio (2023)[10]
- Mac Pro (2023)[10]

## Változatok
Az alábbi táblázat az „Avalanche” és „Blizzard” mikroarchitektúrákon alapuló különböző egylapkás rendszereket (SoC-ket) mutatja.
| Változat   | CPU magok (P+E)* | GPU magok | GPU EU** | grafikai ALU | Neural Engine magok | memória (GiB) | memória-sávszélesség (GB/s) | tranzisztor- szám |
| ---------- | ---------------- | --------- | -------- | ------------ | ------------------- | ------------- | --------------------------- | ----------------- |
| A15 Bionic | 5 (2+3)          | 5         | 80       | 640          | 16                  | 4             | 34,1                        | 15 milliárd       |
| A15 Bionic | 6 (2+4)          | 4         | 64       | 512          | 16                  | 4             | 34,1                        | 15 milliárd       |
| A15 Bionic | 6 (2+4)          | 5         | 80       | 640          | 16                  | 4–6           | 34,1                        | 15 milliárd       |
| M2         | 8 (4+4)          | 8         | 128      | 1024         | 16                  | 8–24          | 102,4                       | 20 milliárd       |
| M2         | 8 (4+4)          | 10        | 160      | 1280         | 16                  | 8–24          | 102,4                       | 20 milliárd       |
| M2 Pro     | 10 (6+4)         | 16        | 256      | 2048         | 16                  | 16–32         | 204,8                       | 40 milliárd       |
| M2 Pro     | 12 (8+4)         | 16        | 256      | 2048         | 16                  | 16–32         | 204,8                       | 40 milliárd       |
| M2 Pro     | 19               | 304       | 2432     |              | 16                  | 16–32         | 204,8                       | 40 milliárd       |
| M2 Max     | 12 (8+4)         | 30        | 480      | 3840         | 16                  | 32–96         | 409,6                       | 67 milliárd       |
| M2 Max     | 12 (8+4)         | 38        | 608      | 4864         | 16                  | 32–96         | 409,6                       | 67 milliárd       |
| M2 Ultra   | 24 (16+8)        | 60        | 960      | 7680         | 32                  | 64–192        | 819,2                       | 134 milliárd      |
| M2 Ultra   | 24 (16+8)        | 76        | 1216     | 9728         | 32                  | 64–192        | 819,2                       | 134 milliárd      |

* P: Performance: teljesítmény-(mag), E: Power efficiency: energiatakarékos
** EU: Execution Unit: végrehajtó egység

## Fordítás
Ez a szócikk részben vagy egészben  az   Apple M2 című angol Wikipédia-szócikk ezen változatának fordításán alapul.  Az eredeti cikk szerkesztőit annak laptörténete sorolja fel. Ez a jelzés csupán a megfogalmazás eredetét és a szerzői jogokat jelzi, nem szolgál a cikkben szereplő információk forrásmegjelöléseként.